# Gerd Lauck
Gerd Lauck (5 luglio 1931 – 10 ottobre 2005) è stato un calciatore tedesco, di ruolo difensore.

## Carriera

### Club
Giocò con il Borussia Neunkirchen oltre 230 partite segnando oltre 13 reti.

### Nazionale
Con la nazionale della Saar collezionò cinque presenze senza segnare nessuna rete.